# Leyan Lo
Leyan Lo, född 24 november 1985, hade under en period 2006 singelvärldsrekordet i att lösa Rubiks kub, vilken han löste på 11,13 sekunder (3x3x3). Lo slog även tre gånger under 2005 och 2006 världsrekordet i att snabbast lösa en Rubiks kub med ögonbindel. Som snabbast löste han den då på 1:28,82.